# Klaudia Buczek
Klaudia Buczek (Tarnów, 30 de abril de 1991) es una deportista polaca que compite en escalada. Ganó una medalla de plata en el Campeonato Mundial de Escalada de 2014, en la prueba de velocidad.

## Palmarés internacional
| Campeonato Mundial | Campeonato Mundial | Campeonato Mundial | Campeonato Mundial |
| Año                | Lugar              | Medalla            | Prueba             |
| ------------------ | ------------------ | ------------------ | ------------------ |
| 2014               | Gijón (España)     | Medalla de plata   | Velocidad          |